# Лі Жунхуа
Лі Жунхуа (21 вересня 1956) — китайська академічна веслувальниця.
Срібна призерка Олімпійських Ігор 1988 року в складі розпашної четвірки зі стерновою, бронзова призерка 1988 року в складі вісімки, учасниця 1992 року.